# Franklin Delano
I Franklin Delano sono stati un gruppo musicale post-rock italiano ; formatisi nel 2002 si sono sciolti nel 2008.

## Storia
Formatisi nel 2002 a Bologna, i Franklin Delano si sono aggregati attorno al nucleo centrale composto da Paolo Iocca e Marcella Riccardi. Quest'ultima proveniva dall'esperienza con i Massimo Volume e da questi venne reclutata anche Vittoria Burattini alla batteria; al basso invece era Stefano Pilia.
Al tempo del primo disco, All my senses are senseless today, i Franklin Delano definivano il loro suono "dark side of post folk" , ossia il lato oscuro del post folk; questo era una commistione di post rock e folk.
Gli accenti folk e "post" vennero sviluppati maggiormente nel secondo album Like a smoking gun in front of me dove si accentua anche la componente psichedelica con brani ricchi di riverberi.
Nell'ultimo disco, Come home, il gruppo cambia decisamente atmosfere spostandosi sul country. Alla batteria appare Lucio Sagone (Ronin) al posto di Vittoria Burattini e Marcello Petruzzi al basso, Vittorio Demarin (Father Murphy) aggiunge violino e tastiere e Michele Sarti percussioni e glockenspiel.
La svolta viene accolta freddamente dalla critica  ma il gruppo guadagna una certa notorietà in Italia, come ad esempio la partecipazione alla trasmissione televisiva Larsen.
Il gruppo si scioglie nel 2008 . I componenti principali, Paolo Iocca e Marcella Riccardi, hanno dato vita al gruppo Blake/e/e/e  e in seguito hanno intrapreso carriere soliste, rispettivamente con i nomi di Boxeur The Coeur e BeMyDelay.

## Formazione
Il nucleo centrale dei Franklin Delano era costituito da: 
- Paolo Iocca (chitarra e voce)
- Marcella Riccardi (voice, chitarre, mandolino)

Ad essi si sono aggiunti vari componenti per i diversi album (in ordine alfabetico):
- Vittoria Burattini (batteria)
- Vittorio Demarin (violino e tastiere)
- Marcello Petruzzi (basso)
- Samuele Lambertini (batteria)
- Stefano Pilia (basso)
- Michele Sarti (percussioni e glockenspiel)
- Lucio Sagone (batteria)

## Discografia

### Album in studio
- 2004 - All My Senses Are Senseless Today (Zahr Records/Good Fellas)
- 2005 - Like a Smoking Gun in Front of Me (Madcap records/File 13/Goodfellas)
- 2006 - Come Home (Ghost Records / Audioglobe)

### Compilation
- 2006 - Songs For Another Place Vol. 1 (URTOVOX / Awful Bliss Records / Audioglobe): You'll never get
- 2007 - Jardim Elétrico: A Tribute to Os Mutantes (Madcap records / Sillyboy): Adeus, Maria Fulo